# Варваринка (Орловская область)
Варва́ринка — деревня в составе Хворостянского сельского поселения Новосильского района Орловской области России.

## География
Располагается на равнинной местности по обе стороны автодороги Новосиль — Хворостянка в 4 км от сельского административного центра Хворостянки.

## Описание
В планах дач Генерального межевания за 1778 год недалеко от деревни Бабонино(а)й отмечена «Бабонина нижняя пустошь» владельцев Ползиковых. В 1841 году эта пустошь находилась уже в собственности девицы Варвары Пармёновны Алексеевой. Пустошь была заселена скорее всего в середине XIX века и деревня получила своё название от имени владелицы Варвары. В «Списках населённых мест …» за 1859—1862 гг. обозначена как владельческая деревня Варварина «при колодце и пруде» с 40 крестьянскими дворами. В 1915 году в деревне имелось уже 88 дворов. Часть деревни относилась к приходу Кузьмы-Демьяновской церкви села Перестряж, а другая бо́льшая часть к церкви св. муч. Кирилла и Иулитты села Кириллово.

## Население
| Годы      | 1859 | 1915 | 2010 |
| --------- | ---- | ---- | ---- |
| Население | 95   | 588  | ↘1   |